# Хенова
Хенова (исп. Génova) — муниципалитет в Колумбии, департамент Киндио (исп. Quindío).

## Общая информация
Площадь 297,9, население 9 293 человек (2010). Муниципалитет относится к региону Андина и состоит из основной городской зоны (urban), где и проживает основная часть жителей и сельской периферии. Основа местной экономики - выращивание кофе. Муниципалитет находится к югу от столицы департамента, города Армении.

## История
Хенова была основана человеком по имени Segundo Henao Patiño в 1886 году, который привел в междуречье двух местных рек экспедицию из нескольких больших семей и основал поселение недалеко от места проживания нескольких уже находившихся в предгорьях поселенцев. Официальное основание имело место позже, 12 октября 1903 года. В 1927-1937 годах Хенова была частью другого муниципалитета, Пихао. К 1937 году она окончательно устоялась как независимый муниципалитет. Первым мэром Хеновы стал Fución Londoño.

## Известные уроженцы
- Хенова — родина серийного убийцы Луиса Гаравито, который родился там 25 января 1957 года.
- Хенова — родина Пе́дро Анто́нио Мари́нa (исп. Pedro Antonio Marín), более известного как команданте Мануэ́ль Марула́нда Ве́лес или Тирофихо (исп. Tirofijo — «меткий выстрел»). Oснователь и бессменный лидер ФАРК (Революционные вооружённые силы Колумбии — Армия народа, РВСК-АН), который родился там 12 мая 1930 года.